# Quercus georgiana
Quercus georgiana là một loài thực vật có hoa trong họ Cử. Loài này được M.A.Curtis miêu tả khoa học đầu tiên năm 1849.

## Hình ảnh

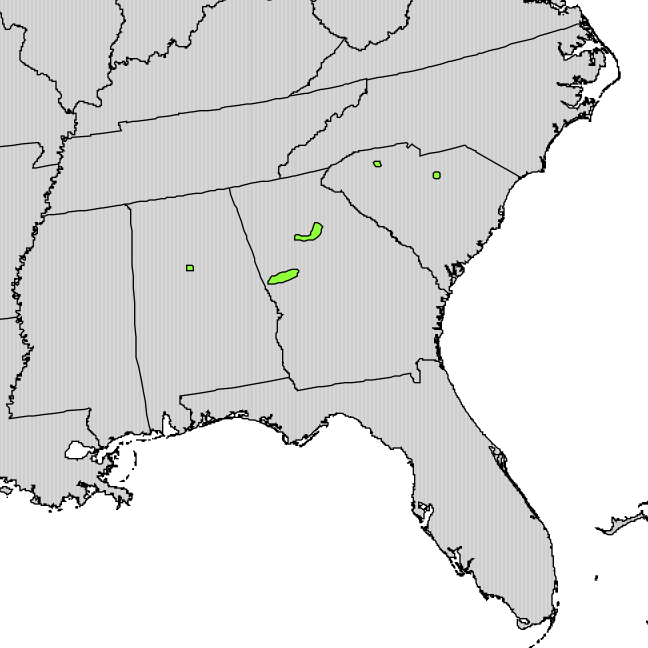